# Mouvement pour la démocratie (Cap-Vert)
Pour les articles homonymes, voir Mouvement pour la démocratie (Slovaquie).
Le Mouvement pour la démocratie (en portugais : Movimento para Democracia, MpD) est un parti politique cap-verdien de tendance libérale centre droite, qui fut au pouvoir de 1991 à 2001, après l’élection présidentielle de 1991 et les élections législatives. Il est membre de l'Internationale démocrate centriste. Avec le Parti africain pour l'indépendance du Cap-Vert (PAICV), il s’agit de l’un des deux partis principaux du pays.

## Ligne politique

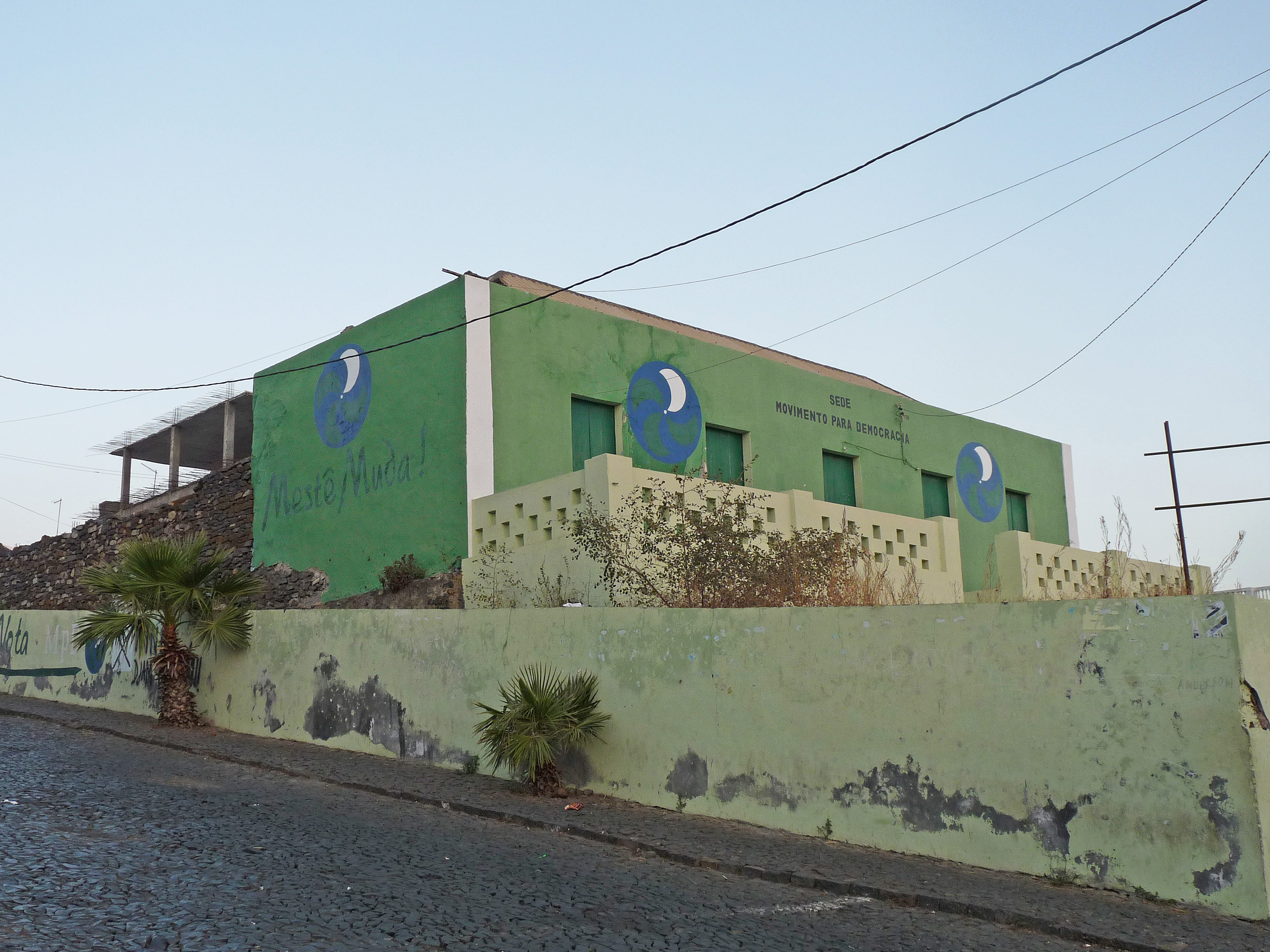
Siège du MpD à São Filipe

Le MpD est partisan du libre-échange et d’une économie ouverte, ainsi que d’une coopération accrue avec les organisations internationales économiques telles que l’Organisation mondiale du commerce ou la Communauté économique des États de l'Afrique de l'Ouest.
Le MpD jouit traditionnellement du soutien des îles au vent (Barlaventos, au nord de l’archipel). Ces dernières années, il a également recueilli des voix dans les villes secondaires des îles sous le vent (Sotaventos, au sud). Ses positions sur la politique agricole, accusées de nuire à la fragile agriculture locale, le rendent impopulaire dans les zones rurales.

## Histoire
Le MpD remporte les élections législatives de 1991, puis de 1995. Par contre, il perd celles de 2001.
Lors de l’élection présidentielle des 11 et 25 février 2001, le candidat du MpD, Carlos Veiga, est battu au second tour par Pedro Pires avec un écart de 12 voix seulement. Le MpD recueille 44,02 % des suffrages aux élections législatives de 2001 et obtient 29 des 72 sièges de l’Assemblée nationale. Veiga perd l’élection présidentielle du 12 février 2006, à nouveau contre Pires, avec 49,02 % des voix. Jorge Carlos Fonseca, membre du Mouvement pour la démocratie, devient président après l'élection présidentielle d'août 2011, cohabitant avec un gouvernement et un parlement tenus par le PAICV.
Aux législatives de mars 2016, le MpD l’emporte avec plus de 53 % des voix devant le PAICV, usé par le pouvoir après 15 ans aux manettes du gouvernement. L'électorat confirme son choix dans la continuité des législatives en donnant la victoire au MpD dans les élections municipales puis présidentielles qui suivent : le PAICV a d'ailleurs renoncé à présenter un candidat, qui devait être José Maria Neves, à l'élection présidentielle,.

## Résultats électoraux
| Année | Voix    | %     | Sièges  | +/–    | Rang | Position   |
| ----- | ------- | ----- | ------- | ------ | ---- | ---------- |
| 1991  | 78 454  | 66,40 | 56 / 79 | Stable | 1er  | Majorité   |
| 1995  | 93 249  | 61,30 | 50 / 72 | 6      | 1er  | Majorité   |
| 2001  | 55 586  | 40,55 | 30 / 72 | 20     | 2e   | Opposition |
| 2006  | 74 909  | 44,02 | 29 / 72 | 1      | 2e   | Opposition |
| 2011  | 79 229  | 41,90 | 33 / 72 | 4      | 2e   | Opposition |
| 2016  | 122 881 | 54,48 | 40 / 72 | 8      | 1er  | Majorité   |
| 2021  | 110 054 | 50,01 | 38 / 72 | 2      | 1er  | Majorité   |

### Personnalités
- Joana Rosa, avocate, juriste et ancienne cheffe du groupe parlementaire à l'assemblée du Cap-Vert et ministre de la justice